# Flesa
Flesa (norwegisch für Niedrige Insel) ist ein einzelner Nunatak im ostantarktischen Königin-Maud-Land. Er ragt 11 km östlich des nordöstlichen Ausläufers des Borg-Massivs auf.
Norwegische Kartografen, die ihn auch deskriptiv benannten, kartierten ihn anhand von Luftaufnahmen und Vermessungen der Norwegisch-Britisch-Schwedischen Antarktisexpedition (1949–1952) sowie Luftaufnahmen, die zwischen 1958 und 1959 bei der Dritten Norwegischen Antarktisexpedition (1956–1960) entstanden sind.